# Gottuvadyam

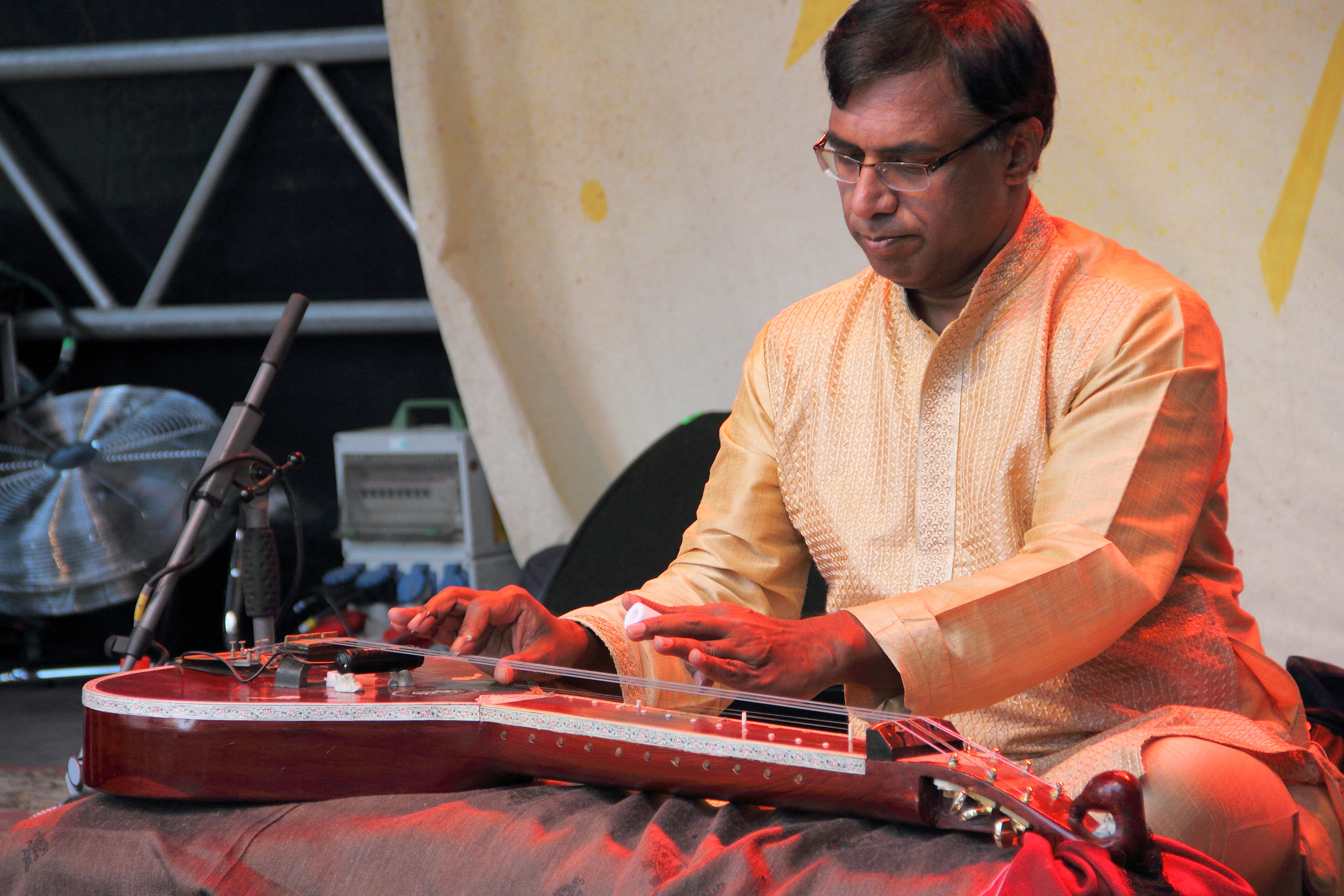
Chitravina N. Ravikiran mit einer navachitravina, einer selbst entwickelten Variante der gottuvadyam mit elektrischem Tonabnehmer, aber ohne zweiten Resonator und mit einem flacheren Korpus. Rudolstadt-Festival 2017

Gottuvadyam (Tamil கோடடு வாத்தியம் gōṭṭu vādyam), auch chitravina, mahanataka vina, ist eine südindische, in waagrechter Position gespielte Langhalslaute mit 21 Saiten und einem separaten, am Hals befestigten Resonanzkörper. Sie gehört zur Gruppe der vinas und ist das einzige Saiteninstrument in Südindien, das ähnlich wie die nordindische sitar neben den Melodiesaiten Bordunsaiten besitzt. Ihre bundlosen Saiten werden wie bei der Hawaiigitarre mit einem gleitenden Stab in der Hand verkürzt.

## Herkunft
Die ersten literarischen Belege für vina genannte Saiteninstrumente sind aus der vedischen Zeit vor der Mitte des 1. Jahrtausends v. Chr. überliefert. Nach der Beschreibung eines Instruments mit sieben Saiten, einem mit Tierhaut bespannten Korpus und einem Hals in den Brahmanas (um 800–500 v. Chr.) waren vinas zu dieser Zeit Bogenharfen. Im Verlauf des 1. Jahrtausends n. Chr. tauchen Stabzithern in Abbildungen auf, während parallel dazu die Bogenharfen allmählich in Indien verschwinden. Im musiktheoretischen Werk Natyashastra wird die neunsaitige, mit einem Plektrum gespielte Bogenharfe vipanci-vina von der siebensaitigen, mit den Fingern gezupften citra-vina (chitravina) unterschieden.
Einfache Zithern bestehen aus einem geraden Stab, über den eine Saite gespannt ist, und einer angehängten Kalebasse, die wie bei einem Musikbogen als Resonator dient. Die in der indischen Volksmusik in Odisha gespielte einsaitige Stabzither  tuila besitzt einen solchen, an einem Stab befestigten Resonanzkörper und entspricht in ihrer Form der vedischen alapina vina, unterscheidet sich somit von den heute weiter verbreiteten einsaitigen Spießlauten vom Typ der ektara.
Nicht mit der ektara verwechselt werden sollte die eka tantri (ekatantrika), obwohl beide Namen mit „eine Saite“ zu übersetzen sind. Die seit dem 11. Jahrhundert erwähnte eka tantri scheint eine hohe Wertschätzung genossen zu haben, denn sie trug den Beinamen Brahma vina und wurde mit der hinduistischen Göttin der Musik und der Künste, Sarasvati, in Verbindung gebracht. Der sitzende Spieler hielt die eka tantri vor sich schräg an die Brust gelehnt wie eine rudra vina und zupfte die Saite mit der einen Hand, während er mit der anderen Hand ein Bambusröhrchen (kamrika) hielt, das er über die Saite bewegte. Diese Gleittechnik ist möglicherweise wesentlich älter und ist bereits an einem Wandrelief im Höhlentempel Nr. 21 in Ellora aus dem 6. Jahrhundert zu erkennen. Die eka tantri besaß zwei Besonderheiten zur Klanggestaltung: Die Saite verlief am Steg über ein Bambusstück, wodurch der Ton etwas geräuschhafter und obertonreicher wurde. Die klangliche Wirkung einer solchen Stegverbreiterung (jivari) ist heute vor allem bei der tanpura zu hören. Das Bambusröhrchen war zum anderen Vorbild für den gleitenden Stab, der heute bei der gottuvadyam und bei ihrem nordindischen Gegenstück, der vichitra vina zum Einsatz kommt. Parallel dazu wird in Japan die seltene einsaitige Brettzither ichigenkin mit einer auf den Mittelfinger der linken Hand geschobenen Gleithülse gespielt.
Außer mit der eka tantri ist die gottuvadyam vermutlich noch mit der sirbin aus dem 16. Jahrhundert verwandt. Das auf Telugu verfasste Gedicht Sringara Savitri von König Raghunatha Nayak, der von 1614 bis 1635 in Thanjavur regierte, erwähnt erstmals ein goti vadyam. Das tamilische Wort gotu wird von kodu, „Stab“ abgeleitet, auf Tamil und Malayalam heißt kottu „schlagen“, was sich besonders auf das Schlagen der Trommel bezieht. Vadyam heißt allgemein „Musikinstrument“. Gottuvadyam ist also das mit einem Gleitstab (bar bei der Hawaiigitarre, bei der Gitarre bottleneck) gespielte Musikinstrument. Gottuvadyam und vichitra vina sind relativ moderne Instrumente, die ihre Form erst im 19. oder Anfang 20. Jahrhundert erhalten haben.
Die gottuvadyam sollte nicht mit der seltenen gettuvadyam (auch getchu vadyam) verwechselt werden. Diese einfachere Langhalslaute ist kleiner und besitzt zwei doppelchörige Drahtsaiten, die mit zwei Stöckchen stets zugleich rhythmisch geschlagen werden. Hiermit lassen sich immerhin noch stakkatoartige Tonfolgen hervorbringen. Entwicklungsgeschichtlich älter sind idiochorde Bambusröhrenzithern mit einer oder wenigen, aus der Bambusepidermis herausgetrennten Saiten, die mit Stöckchen überwiegend als Rhythmusinstrumente geschlagen werden. In Indien gehören hierzu die chigring und die gintang im äußersten Nordosten sowie die ronzagontam in Andhra Pradesh und weitere in Oriya.

## Bauform

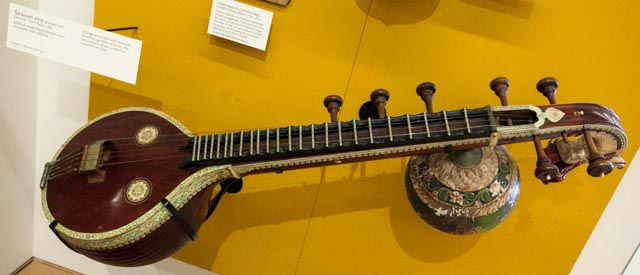
Saraswati vina

Die gottuvadyam entspricht in ihrer Bauform der bekannteren südindischen Saraswati vina. Resonanzkörper (kudam, koda) und Hals (dandi) bestehen meist aus mehreren verleimten Holzteilen vom Jackfruchtbaum, seltener und teurer sind die aus einem Holzstück ausgehöhlten Instrumente, die ekanda gottuvadyam heißen oder ekadandi gottuvadyam, falls nur der nach unten geschwungene Kopf aus einem anderen Holz angesetzt ist. Der Hals ist hohl bei einem Durchmesser von zehn Zentimetern und etwa einem Meter Gesamtlänge. Die leicht gewölbte Decke wird aufgeleimt. Über den bundlosen Steg verlaufen fünf seltener sechs Melodiesaiten, hinzu kommen drei hoch tönende Bordunsaiten für die rhythmische Begleitung und weitere 11–14 Resonanzsaiten (tarab) unter den Melodiesaiten, die an kleinen Wirbeln an der Seite des Halses enden. Die Melodiesaiten, von denen zwei paarweise im Oktavabstand gestimmt sind, führen zu großen hölzernen Wirbeln an einem nach unten gebogenen Wirbelkasten. Die gottuvadyam ist das einzige südindische Saiteninstrument mit Resonanzsaiten. Der zweite Resonanzkörper (svarakai) ist eine große Kalebasse, die an der Halsunterseite in der Nähe des Wirbelkastens befestigt ist, sodass – zusammen mit dem Lautenkorpus – die gottuvadyam waagrecht am Boden liegen kann. Sie wird mit zwei bis drei Plektren an den Fingern der rechten Hand gezupft. Der Stab, mit dem die Saiten mit der linken Hand verkürzt werden (gottu, kodu oder batta), besteht aus Hartholz, Stein, Elfenbein oder Wasserbüffelhorn. Letzteres wird heute durch einen besser gleitenden Teflonstab ersetzt.
Dem Musiker Srinivasa Rao und seinem Sohn Sakharama Rao (1881–1930) aus Thanjavur wird das Verdienst zugesprochen, die gottuvadyam unter diesem Namen in Südindien eingeführt zu haben. Sakharama Rao konstruierte eine von der tanpura abgewandelte vina mit vier Melodie- und drei Rhythmussaiten, die noch keine Resonanzsaiten besaß. Dessen Schüler Narayana Iyengar (1903–1959) fügte drei weitere Melodiesaiten und zwölf Resonanzsaiten in einer darunter liegenden Ebene hinzu. Er änderte die Stimmung, indem er den Oktavabstand der ersten beiden, auf den Grundton (Sa) gestimmten Melodiesaiten einführte und die nächsten beiden Saiten eine Quinte höher (Tonstufe Pa) ebenfalls im Oktavabstand stimmte. Den zwölf Resonanzsaiten legte er am Steg ein jivari unter, um den Klang an die tanpura anzunähern und reicher zu machen. Das von Iyengar entwickelte Instrument mit insgesamt 22 Saiten ist heute praktisch Standard, nur auf eine Melodiesaite wird verzichtet, sodass gottuvadyams üblicherweise 21 Saiten besitzen.
Der Musiker N. Ravikiran entwickelte 2001 ein navachitravina benanntes Instrument mit elektromagnetischem Tonabnehmer und 20 Saiten, das aus einem flachen Korpus mit Hals besteht und ohne zusätzlichen Resonanzkörper auskommt. Es produziert in den höheren Lagen einen klareren Ton und soll für Jugalbandis (Konzerte mit zwei oder mehreren Melodieinstrumenten) besser geeignet sein.

## Spielweise

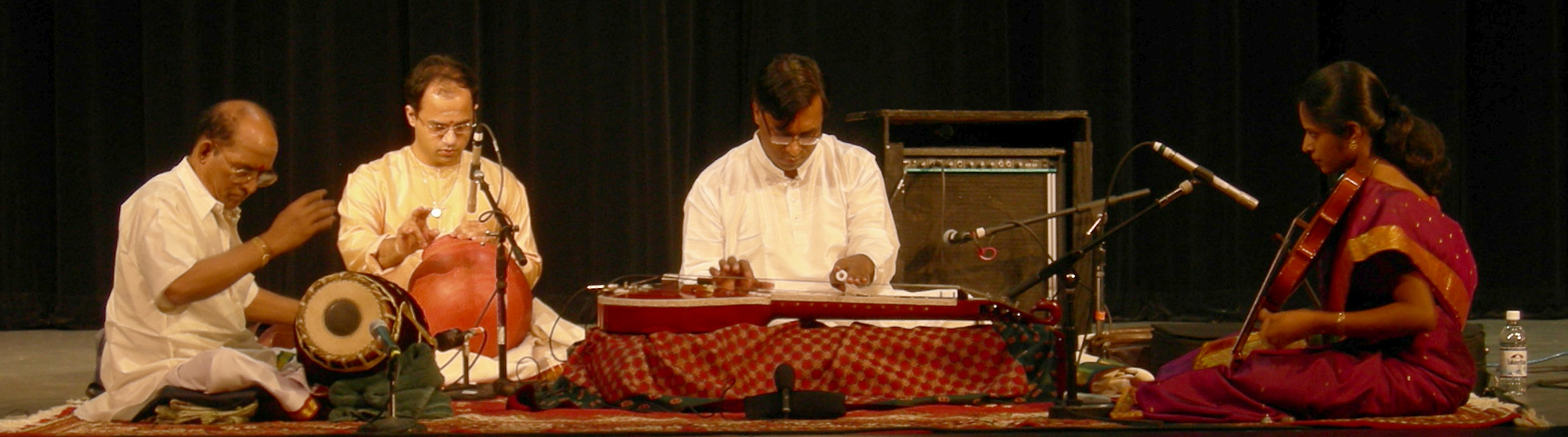
Von links nach rechts: Guruvayur Dorai: mridangam, Ravi Balasubramanian: ghatam, N. Ravikiran: navachitravina und Akkarai S. Subhalakshmi: Violine. Konzert in Washington, 2007

Der Musiker hockt im Schneidersitz mit der gottuvadyam quer vor sich auf dem Boden. Die fehlenden Bünde und die Stab-Gleittechnik machen das Instrument schwierig zu spielen, weil bereits die geringste Druckveränderung des Stabes auf die Saiten die Tonhöhe beeinflusst. Schnelle Tonfolgen sind kaum spielbar, der charakteristische Klang der gottuvadyam entsteht durch langgezogene vibrierende Glissandi bei langsamen Melodielinien. Mit einem Gleitstab gespielt werden auch die nordindische vichitra vina und die mohan vina, eine von Vishwa Mohan Bhatt so genannte, durch hinzugefügte Resonanzsaiten modifizierte, indische Gitarre.
Die gottuvadyam wird in Südindien wie die Saraswati vina in der klassischen Musik für  Raga-Kompositionen verwendet. Narayana Iyengars Sohn, Narasimhan, setzte die Tradition fort und sorgte für eine weitere Verbreitung in Südindien. Der bekannteste heutige gottuvadyam-Spieler ist dessen Sohn N. Ravikiran (* 1967). Er beansprucht für sein Instrument eine bis in vedische Zeit zurückreichende Traditionslinie und benennt es dementsprechend chitravina. Ein Vetter von ihm ist der gottuvadyam-Spieler und Sänger P. Ganesh. Weitere, in Südindien bekannte Namen sind Duraiyappa Bhagvatar (aus Thanjavur), Budalur Krishnamurthy Shastrigal (1894–1978/79, der auch als Sänger hervortrat), Mannargudi Savithri Ammal (die erste bekannte gottuvadyam-Spielerin), A. Narayana Iyer, M. V. Varahaswami, Gayatri Kassabaum, Madhavachar und Allam Koteswara Rao (* 1933).